# Бацер, Исаак Маркович
Исаа́к Ма́ркович Ба́цер (24 декабря 1916, Симферополь—15 марта 2005, Петрозаводск) — советский писатель, журналист. Заслуженный работник культуры Карельской АССР (1968). Заслуженный работник культуры РСФСР (1976).

## Биография
Окончил Московский редакторско-издательский техникум в 1935 г.
С 1935 г. работал литературным сотрудником журнала «Огонек».
В 1936—1940 работал журналистом в газетах Камчатской обл.
Участник Великой Отечественной войны, капитан.
С 1946 по 1954 гг. работал в печатных изданиях Магаданской области.
С 1954 г. переехал в Карело-Финскую ССР, работал обозревателем в газете «Ленинское знамя», в 1980-х годах редактор рекламной газеты «Карельская неделя».
Автор нескольких сотен очерков, рецензий, фельетонов, статей, репортажей, 12 книг.
Член Союза журналистов СССР с 1957 г., Союза театральных деятелей Карелии с 1958 г., руководитель Карельской секцией театральной критики.
Был награжден специальным призом жюри конкурса «Онежская маска» «За служение театру».

## Награды
- Орден Красной Звезды (1943);
- Орден Отечественной войны II степени (1985);
- Медаль «За победу над Германией в Великой Отечественной войне 1941—1945 гг.» (1946).

## Список книг
- Бацер, И. М. По следам «невидимки» : рассказы об уголовном розыске .- 2-е изд., доп. / Ис. Бацер. — Петрозаводск : Периодика, 1991. — 247 с.
- Бацер, И. М. Человек с именем : [очерки] / Ис. Бацер. — Петрозаводск : Карелия, 1987. — 262, [2] с. : ил.. — (Октябрь в нашей судьбе).
- Бацер, И. М. Десант в полдень : по следам одной фот. / Ис. Бацер. — 2-е изд., доп. — Петрозаводск : Карелия, 1984. — 86 с. : ил.
- Бацер, И. М. Позывные из ночи : повесть о разведчиках / Ис. Бацер, А. Кликачев. — Изд. 3-е, перераб. и доп. — Петрозаводск : Карелия, 1977. — 287 с. : ил.
- Бацер, И. М. Позывные из ночи : повесть о разведчиках / Ис. Бацер, А. Кликачев. — Петрозаводск : Карелия, 1968. — 278 с. : ил.
- Бацер, И. М. Десант в полдень : по следам одной фотографии / Ис. Бацер. — Петрозаводск : Карелия, 1974. — 79 с. : ил.
- Бацер, И. М. «Пишу на броне…» : повесть о комбриге [Андрее Никитиче Пашкове] / Ис. Бацер. — Петрозаводск : Карелия, 1979. — 245, [2] с., [4] л. ил. : ил.
- Бацер, И. М. Десятый «Б» из Сумпосада : очерк. — Петрозаводск : Карелия, 1971. — 112 с. : ил.
- Бацер, И. М. Волшебная фреза : очерк [о рабочей династии Чехониных] / Ис. Бацер. — Петрозаводск: Карельское книжное издательство, 1966. — 88 с. : ил.
- Бацер, И. М. Солнце в цехе : (очерк о людях Онежского тракторного завода). — Петрозаводск : Карел. кн. изд-во, 1964. — 84 с. : ил.
- Бацер, И. М. Даль ясным-ясна : страницы из жизни учительницы [Г. А. Андерсон]. — Петрозаводск : Карел. кн. изд-во, 1962. — 83с. : ил.
- Бацер, И. М. Высокое напряжение : очерк [о гидроэнергетике Карелии]. — Петрозаводск : Госиздат Карел. АССР, 1961. — 63с. : ил.
- Бацер, И. М. Обгоняя время : очерк о делах и людях Петрозаводской слюдяной фабрики. — Петрозаводск : Госиздат Карел. АССР, 1960. — 60с. : ил.